# Palmarès dell'Unione Calcio Sampdoria

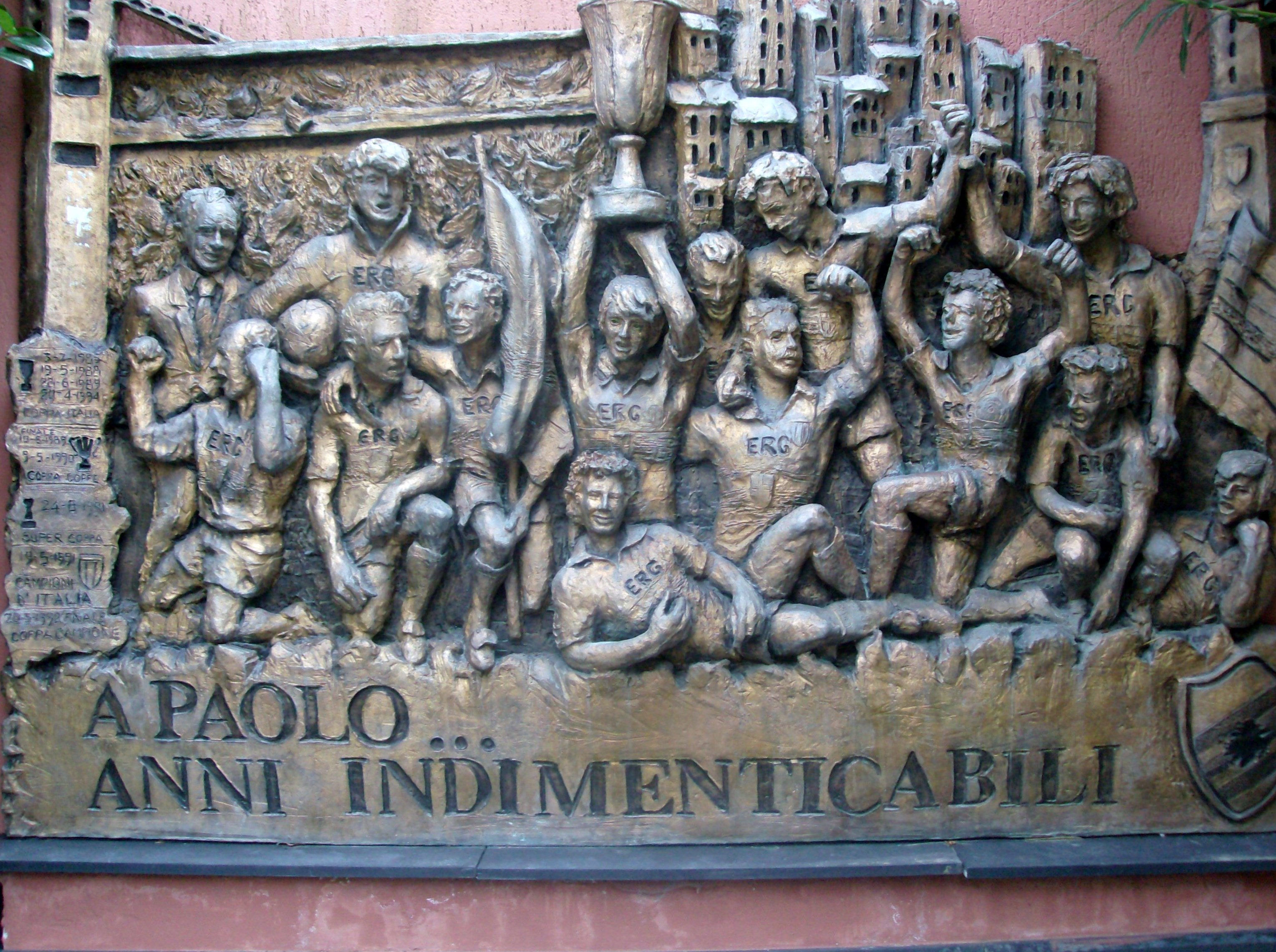
Rilievo al centro sportivo Gloriano Mugnaini celebrativo della Sampd'oro (1984-1994) di Paolo Mantovani, il periodo più vittorioso nella storia della Sampdoria

Il palmarès dell'Unione Calcio Sampdoria, società calcistica italiana di Genova, in ambito nazionale riporta trofei sia a livello professionistico sia giovanile.

## Prima squadra

### Competizioni ufficiali

#### Competizioni nazionali

La Sampdoria vincitrice dello scudetto 1990-1991

La vittoria della Coppa Italia 1984-1985, primo trofeo nella storia della Sampdoria.

La vittoria della Sampdoria nella Supercoppa italiana 1991

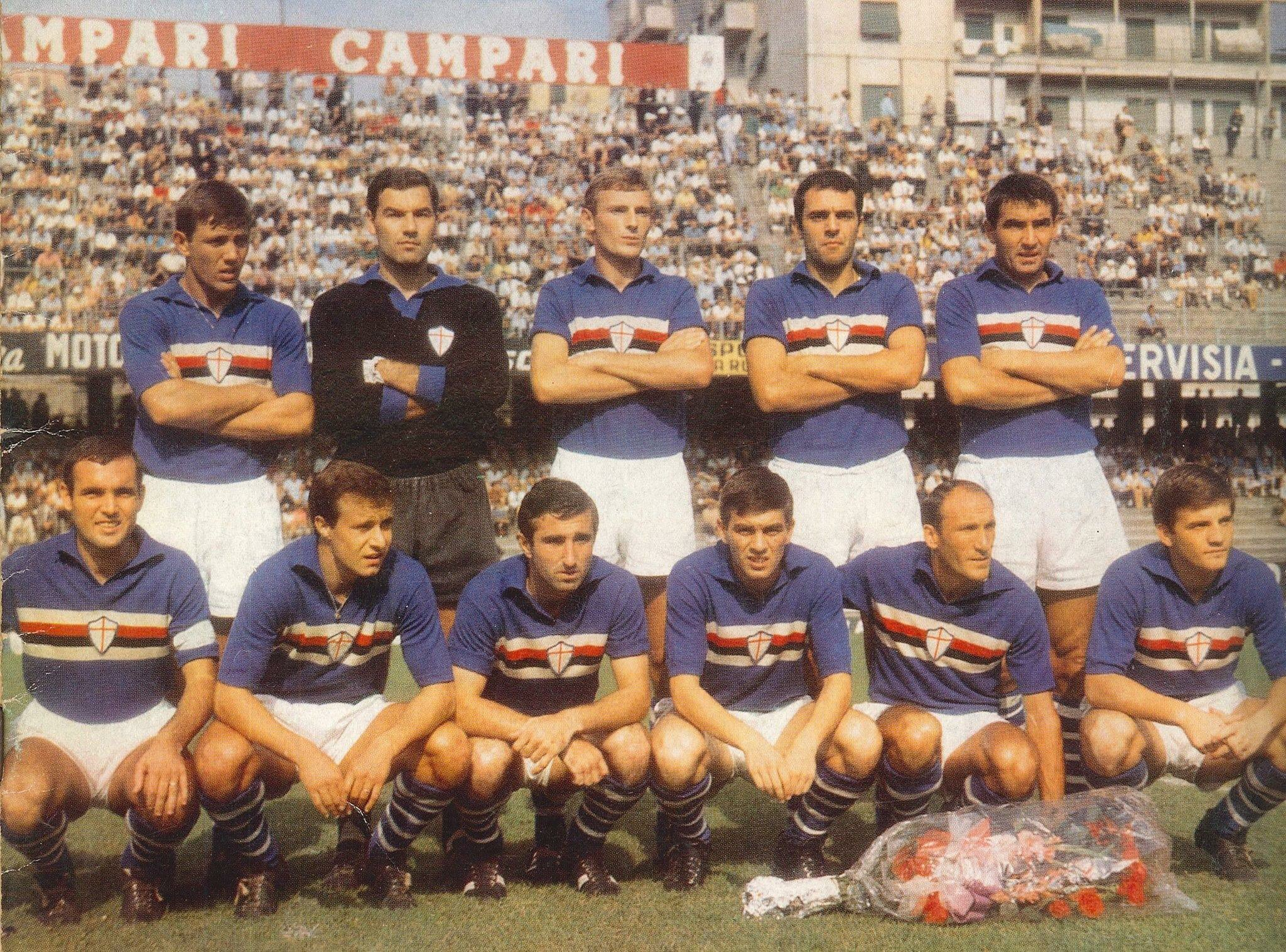
La Sampdoria vincitrice del campionato cadetto 1966-1967

- Campionato italiano: 1

1990-1991
- Coppa Italia: 4

1984-1985, 1987-1988, 1988-1989, 1993-1994
- Supercoppa italiana: 1

1991
- Campionato italiano di Serie B: 1

1966-1967

#### Competizioni internazionali

La Sampdoria vincitrice della Coppa delle Coppe 1989-1990

La squadra Primavera della Sampdoria, vincitrice del Torneo di Viareggio 1977

- Coppa delle Coppe: 1

1989-1990

### Altre competizioni
- Coppa Renato Dall'Ara: 4 [1]

1984-1985, 1987-1988, 1988-1989, 1993-1994
- Trofeo Gamper: 1  (record italiano condiviso con la Juventus)

2012
- Torneo di Amsterdam: 1  (record italiano condiviso con la Lazio)

1988
- Memorial Pier Cesare Baretti: 1

1988
- Trofeo Bortolotti: 2

1998, 2006
- Tornei IEP: 3

1990, 1991, 1992

### Altri piazzamenti

La Sampdoria finalista nella Coppa dei Campioni 1991-1992

- Serie B:

Secondo posto: 2002-2003
Terzo posto: 1981-1982
- Coppa Italia:

Finale: 1985-1986, 1990-1991, 2008-2009
Semifinale: 1981-1982, 1991-1992, 2006-2007
- Supercoppa italiana:

Finale: 1988, 1989, 1994
- Coppa delle Coppe:

Finale: 1988-1989
Semifinale: 1994-1995
- Coppa dei Campioni:

Finale: 1991-1992
- Supercoppa UEFA:

Finale: 1990
- Coppa Intertoto UEFA:

Semifinale: 1998

## Settore giovanile

### Competizioni ufficiali

#### Competizioni nazionali
- Campionato Primavera: 1

2007-2008
- Coppa Italia Primavera: 1

2007-2008
- Supercoppa Primavera: 1

2008
- Campionato Allievi Nazionali: 1

2011-2012
- Campionato Ragazzi: 2

1951-1952, 1952-1953
- Campionato De Martino: 1

1966-1967

#### Competizioni internazionali
- Torneo di Viareggio: 4

1950, 1958, 1963, 1977

### Altre competizioni
- Torneo Internazionale Carlin's Boys: 2

1994, 2006
- Torneo Internazionale Maggioni-Righi: 1

2015
- Torneo Città di Vignola: 1

1987
- Memorial Pietro Martinelli: 2

2019, 2023

## Onorificenze
- Stella d'oro al merito sportivo: 1975[2]